# The Kids Aren't Alright
The Kids Aren't Alright — пісня американської панк-рок-групи The Offspring, п'ятий трек з їх п'ятого студійного альбому
Americana. Була випущена як третій сингл з цього альбому. Пісня потрапила в топ-сорок американського чарту «Alternative Songs».
Назва композиції — алюзія до пісні The Kids Are Alright рок-групи The Who з альбому My Generation. Незважаючи на відсутність особливого комерційного успіху, композиція залишається найпопулярнішою піснею The Offspring на Last.fm і Spotify (там вона є найпопулярнішою піснею 90-х); крім того, вона іноді з'являється на радіо. Пісня є саундтреком до фільму «Факультет». Доступна як завантажуваний контент до серії ігор «Rock Band».

## Місця у чартах
| Чарт (1999)                         | Позиція |
| ----------------------------------- | ------- |
| Франція                             | 32      |
| Німеччина                           | 45      |
| Нова Зеландія                       | 39      |
| Polish Singles Chart                | 8       |
| Швеція                              | 16      |
| UK Singles Chart                    | 11      |
| US Billboard Mainstream Rock Tracks | 11      |
| US Billboard Modern Rock Tracks     | 6       |